# قط كمري

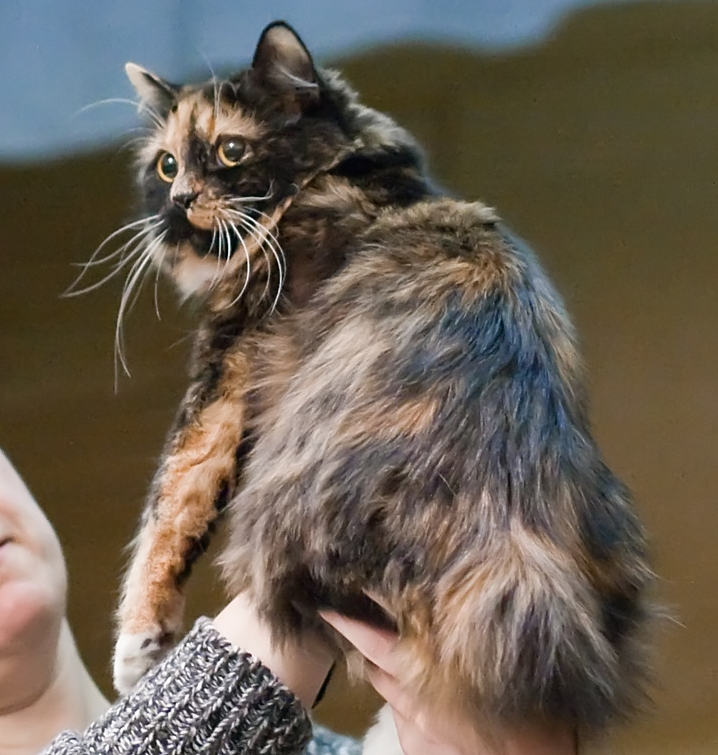

القط الكِمريّ (بالإنجليزية: Cymric)‏ (نقحرة: كيمريك) هي سلالة قطط، تعدّها بعض دوائر تسجيل القطط جزءًا من سلالة قط المانكس وليست سلالة منفصلة.